# Цырендоржиев, Самбу Рабданович
Самбу́ Рабда́нович Цырендоржи́ев ― российский военный деятель, генерал-майор, кандидат военных наук, доцент, профессор Военной академии Генерального штаба Вооруженных сил Российской Федерации.

## Биография
Родился  8 марта 1949 года в городе Борисов Минской области Белорусской ССР в семье офицера-артиллериста. Его родители были родом из села Арахлей Читинской области.
В 1971 году окончил в Киевское высшее артиллерийское инженерное училище. Службу начал в 1174 зенитно-ракетном полку 122 гвардейской Волгоградско-Киевской мотострелковой дивизии Забайкальского военного округа. Принимал участие в освоении нового на то время зенитно-ракетного комплекса «Куб».
В 1975 году старший лейтенант Цырендоржиев поступает в киевскую Военную академию ПВО Сухопутных войск на командный факультет, которое окончил в 1978 году. В звании капитана получает получает назначение в Учебный центр войсковой ПВО в городе Богодухове Харьковской области на должность старшего преподавателя цикла тактики и стрельбы. С 1978 г по 1982 год Цырендоржиев принял участие в переучивании личного состава 15 зенитных артиллерийских полков на новое вооружение – ЗРК «Оса-АК».
В 1979 году поступает в адъюнктуру Военной академии ПВО в Киеве. В 1985 году успешно защищает кандидатскую диссертацию по теме ПВО в армейской наступательной операции и остается преподавать на кафедре применения войсковой ПВО в бою и операции.
В 1989 году поступает в докторантуру Военной академии Генерального штаба ВС СССР для подготовки специалистов оперативно-стратегического уровня высшей научной квалификации.
В 1992 году, окончив докторантуру, назначен старшим преподавателем кафедры оперативного искусства ПВО, затем доцентом кафедры оперативного искусства ВВС в Военной академии Генерального штаба ВС России.
В 2000 году получает звание генерал-майора, награждается орденом Почета и служит до увольнения в запас в 2004 году.
С 2007 года работает ведущим научным сотрудником 1 управления 46 ЦНИИ Министерства обороны России. Стал признанным и авторитетным специалист в области военного строительства, является научным руководителем по методологии исследования проблем обеспечения военной безопасности, ведущим специалистом в области развития теории военного планирования в России.

## Награды и звания
- Орден Почёта
- Профессор
- Генерал-майор